# Ахурамазда
Ахурама́зда или Ахура-мазда (Ahura-Mazdā; др.-перс. ahuramazdā; пехл. ʾwhrmzd'; перс. اهورا مزدا‎, [/æhuːɾɒː mæzdɒː/]; др.-греч. Ὠρομάσδης — Орма́зд, Орму́зд) — авестийское имя божества, которого пророк Заратуштра  — основатель зороастризма — провозгласил единым богом. В Авесте Ахурамазда — Безначальный Творец, пребывающий в бесконечном свете, Создатель всех вещей и Податель всего благого, Всеведущий Устроитель и Властитель Мира и высший объект почитания зороастрийцев, называющих себя по-авестийски mazdayasna, то есть почитателями Мазды. Ахура Мазда почитается также как Отец  Аши (Истины, Праведности), то есть закона, по которому развивается Вселенная, Покровителем праведного человека и Главой всех сил добра, борющихся с «ложью» — злом и разрушением, происходящими в мире против его воли. В конечном преображении бытия (Фрашкарде) им вместе со всеми благими существами будет совершено окончательное очищение мира.

## Имя
Имя бога в зороастризме образовано от двух древнеиранских слов, имеющих индоиранские корни:
- Ахура (ahura), представляет собой соответствие санскритскому असुर asura[6], эпитету многих богов в Ригведе, прежде всего Варуны. Асуры — это род индоиранских божеств, связанных с основами бытия и моралью человеческого общества, «старшие боги» в противоположность дэвам, «молодым богам». В индийской традиции в дальнейшем подвергаются демонизации как «завистники богам (дэвам)». В зороастризме, наоборот, проклинаются дэвы и почитаются ахуры и ахура по преимуществу — Ахура-Мазда.
- Мазда (имен. пад. mazdå) — из праиндоевропейского *mn̥s-dʰeH1 «устанавливающий мысль», «осмысливающий», отсюда «мудрый». Индийское соответствие medhā «разум», «мудрость». Этот более оригинальный, чем «ахура», эпитет бога, описывающий его как Мудрого Творца, творца мысли, а следовательно и сознания, послужил для образования зороастрийского самоназвания mazdayasna — «почитающий Мазду», «маздеист».

Таким образом имя Ахура-Мазда можно условно перевести как «Господь Мудрый», «Господь Мудрость», «Владыка мысли». В Гатах Заратуштры два имени бога часто употребляются независимо друг от друга и в свободном порядке. Начиная со времён Младшей Авесты устанавливается, за исключением застывших молитвенных форм, порядок «Ахура-Мазда», ставший источником позднейших стяжённых форм.
На протяжении всей среднеиранской и новоиранской эпохи широко употреблялись именно стяжённые формы двойного имени: пехл. ʾwhrmzd' /ohrmazd/, согд. xwrmztʾ /xormazdā/, перс. ارمز(د)‎ /ormoz(d)/. Вместе с тем в Новое время для зороастрийской традиции характерно «восстановление» имени по авестийскому образцу: перс. اهورا مزدا‎ [æhurɒmæzdɒ].

## История
Первое известное упоминание Ахура Мазды относится к эпоху Ахеменидов (ок. 550–330 BC) в Бехистунской надписи Дария Великого. До правления Артаксеркса II (ок. 405/404–358 BC) во всех сохранившихся царских надписях поклонялись и призывали только Ахура Мазду. При Артаксерксе II Ахура Мазда объединился в триаду с Митрой и Анахитой. В эпоху Ахеменидов не сохранилось известных изображений Ахура Мазды, за исключением обычая, согласно которому каждый правитель имел пустую колесницу, запряженную белыми конями, предназначенную для приглашения Ахура Мазды сопровождать персидскую армию в сражениях. В период Сасанидов изображения Ахура Мазды исчезли и заменены каменными фигурами, а позднее и вовсе удалены в результате иконоборческого движения, поддержанного династией Сасанидов.

## В откровении

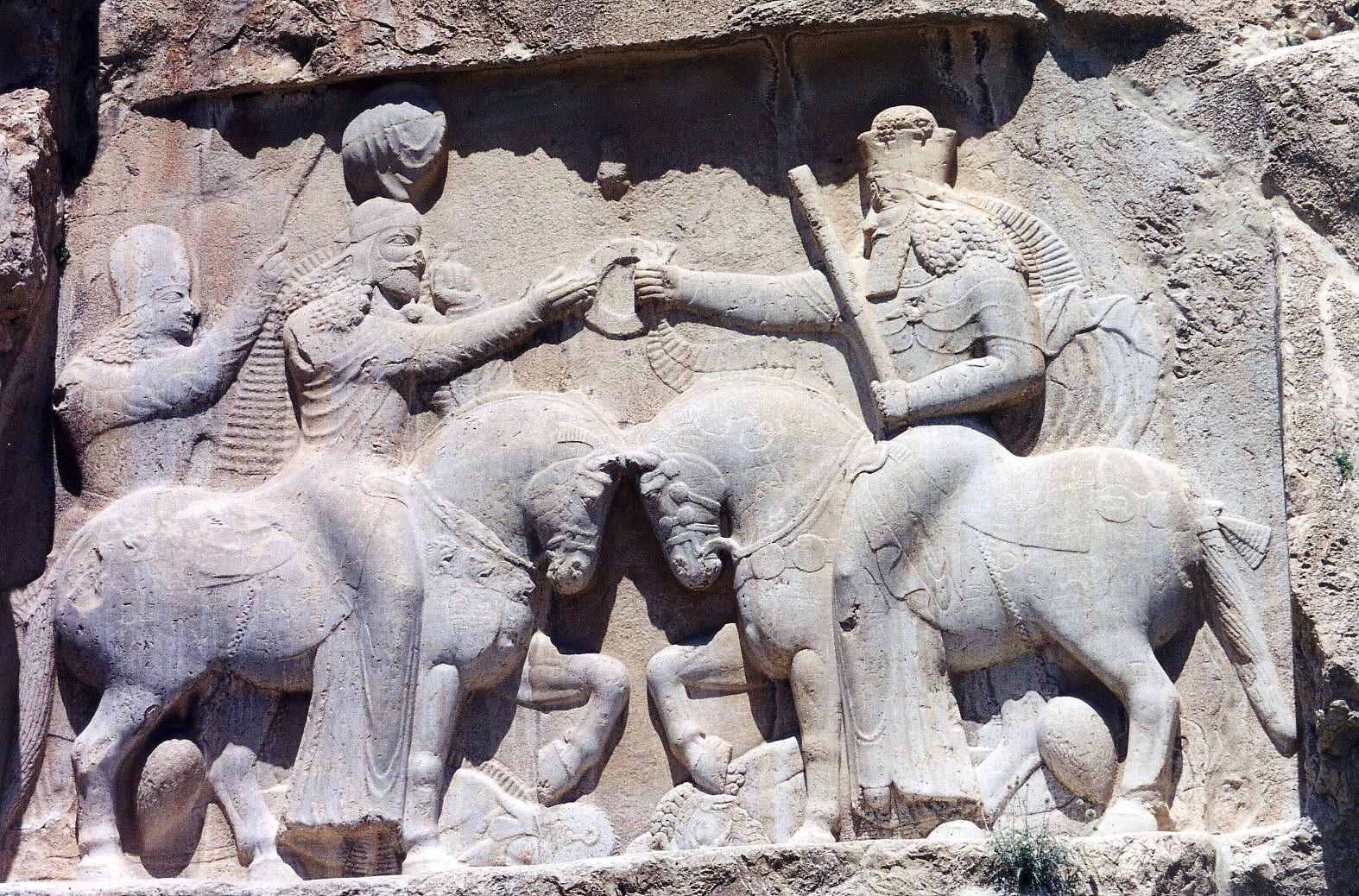
Ахура-Мазда (справа) вручает Ардаширу символ царской власти — кольцо. III в. н. э.

Главным источником, описывающим образ Ахура-Мазды, являются обращённые к нему гимны Заратуштры — Гаты. Ахура-Мазда открылся пророку после долгих лет настойчивых духовных исканий благодаря «Благому Помыслу» (Y 43). Заратуштра осмыслил Ахура-Мазду помыслом и увидел его воочию (Y 31.8; 45.8). Пророк вопрошал, а бог отвечал и наставлял пророка в божественной мудрости. В дальнейшем эта «встреча» (авест. haṇjamana-) послужила основой новой религии почитания Мазды (зороастризма). В Гатах Заратуштра просит Ахура-Мазду о защите, о наставлении, о даровании знаний, о благополучии в духовной и телесной жизни, о поддержке, которую «друг дал бы другу» (Y 46.2). Вместе с тем он сам приносит ему дары поклонения и полностью посвящает ему свою жизнь и тело (Y 33.14).

### Сущность Ахура-Мазды
Ахура-Мазда провозглашается величайшим из всех. Благость его абсолютна. Ахура-Мазда был старше всего, но и самый юный. Он возрастает вечно, но и вечно остаётся неизменным. Ахура-Мазда — самый могущественный. Он самый осведомлённый и знающий, знает прошлое и будущее. Помимо этого, он всегда следует прямым путём праведности.
Ахура-Мазда пребывает в светлой Гародмане — «Доме песнопения», окружённый свитой сотворённых им благих существ — ахур, во главе с Ашей и Воху Маной (Истинным Законом и Благим Помыслом). Последние, называемые в более позднюю эпоху Амешаспандами и Язатами, в Гатах иногда называются его порождениями, то есть по сути продолжением его сущности.
В целом образ Ахура-Мазда соответствует концепту «Архежреца», не только поддерживающего Закон Бытия (Ашу) посредством своей мысли и тайной силы maya-, но и наставляющий земных жрецов в знании этого закона. Праведный человек в зороастризме, приводящий мир к процветанию — прямой представитель Ахура-Мазды в земном мире и исполнитель его воли. Тем не менее антропоморфные описания в Гатах ограничиваются «языком его уст» и «руками», в которых он держит дары воздаяния праведным и лживым.
С другой стороны Ахура-Мазда связан со светом. В описании своего откровения Заратуштра постоянно прибегает к образам солнечного света и сияния, видимых им воочию. В Гатах огонь назван принадлежащим Ахура-Мазде. В дальнейшем связь Ахура-Мазды со светом только укреплялась, Солнце стало прямо называться «образом» Ахура-Мазды. Контаминация маздеизма с солярными иранскими культами находит отражение в некоторых восточноиранских языках (хорезмийском, хотаносакском, мунджанском, ишкашимском), где рефлексы этого имени означают «Солнце».

### Творец
Ахура-Мазда — творец (Dātār) бытия (Y 50.11). Он творит своим помыслом (Y. 31.11), помыслом он сотворил светлое пространство мира (Y 31.7), дающее радость и умиротворение. Он поддерживает в мире Ашу («Истину») — закон функционирования вселенной, проявляющийся также в свете. Часто он выступает как жрец — его творение превращается в священнодействие, где он творит посредством священных мантр (Y 29.7). Его творческая сила, наполняющая бытие жизненной силой, описывается как Спента Маинью, что обычно переводится как «Святой Дух» (Y 47).
Он поддерживает землю и небо от падения, создал чередование дня и ночи, проложил дорогу светилам, дал силу ветру (Y 44). Он сотворил скот, растения и воду (Y 48.6; 51.7). Он сотворил людей: их тела и души, — и даровал им свободу воли (Y 31.11; 46.6). Он создаёт блага этого мира и дарует их человечеству (Y 33.11; 48.3).

### Близость к человеку
Хотя Ахура-Мазда велик, он находится в самых близких отношениях с людьми. Любой, кто на его стороне, может чувствовать себя его близким — другом, братом и отцом (Y 45.11). Он благосклонен ко всем, кто стремится к дружбе с ним (Y 44.17). Тот, кто поддерживает в мире закон Аши, становится самым желанным союзником Ахура-Мазды, и бог одаривает его благами Целостности и Бессмертия (Y 31.21, 22).

### Вершитель суда
Ахура-Мазда видит всё, его невозможно обмануть (Y 45.4), от него невозможно ничего скрыть (Y 31.13). Он высший суверен мироздания, и от него зависит будущее (Y 29.4). Он будет определять, кому достанется победа в битве между праведными и лживыми (Y 44.15). Именно с его проявлением в мире будет связано уничтожение зла (друдж) (Y 31.4) и наступление Фрашкарда — обновление бытия. Ахура-Мазда изначально определил два типа поведения — в соответствии с моральным порядком мира или наперекор ему (Y 46.6). Человек выбирает между этими двумя путями в соответствии со своей свободной волей, но конец выбравших два разных пути будет различен (Y 48.4). И праведного, и лживого ожидает конечное вознаграждение, исходящее от Ахура-Мазды (Y 43.4, 5) — спасение и всевозможные блага для первых и боль и разрушение для вторых (Y 30.11 и др).

## В Младшей Авесте
В Младшей Авесте Ахура-Мазда остаётся творцом и владыкой духовного и телесного миров, высшим подателем благ и называется «Святейшим духом» (авест. spəništa- mainyu-). Более глубокое, чем в Гатах, отождествление со Спента Маинью (Святым Духом) и отсюда прямое противопоставление Ангра Маинью — «Злому Духу», непримиримому противнику всякого добра, подчёркивается пассажами Y 19, где Злой Дух появился в ответ на изначальный творческий акт Ахура-Мазды, выраженный в виде молитвы Ахуна Ваирья, но был повержен словом отречения от всякого подобия со злом. Подобный акт отречения от зла предполагается и от человека. Почитатели Мазды должны признать Ахура-Мазду источником всякого блага (Y 12) и воплощать его власть во всём мире (Y 35).
Ахура-Мазде придаётся много хвалебных эпитетов, основными из которых являются прилагательные, связанные со светом: raēwant- и xwarənaŋuhant- — «блистательный» и «полный хварно», то есть царского сияния. Специально посвящённый Ахура-Мазде Хормазд-яшт перечисляет 72 имени Ахура-Мазды, включая 20 великих, перечисляемых особо.
Ахура-Мазда стоит во главе Амешаспандов и Язатов, которые выступают как его творения и его свита. У некоторых Язатов или материальных творений имеется постоянный эпитет ahuraδāta — «сотворённый Ахурой» или mazdaδāta — «сотворённый Маздой».

## В древнеперсидских надписях
В наскальных надписях Ахеменидов регулярно упоминается имя Ахура-Мазды (др.-перс. ahuramazdā) как высшего покровителя царя и всего его царства, в котором царь воплощает Его волю. Вот как описывает бога царь царей Дарий I:
Бог великий — Ахурамазда, который сотворил эту землю, который сотворил это небо, который сотворил человека, который сотворил счастье для человека, который сделал Дария царём. (DN, 1-6)
В древнеперсидской клинописи для имени Ахура-Мазды, помимо фонетической записи, существовала отдельная идеограмма.

## В пехлевийской литературе
В литературе на среднеперсидском языке Ормазд — верховный бог обоих миров. Он господин, а не раб; отец, а не ребёнок; первый, но не последний; защитник, а не защищаемый; неизменный, но не меняющийся; Он само знание, а не обретающий знание; податель, но не получатель (DK Vol. 3, p. 176,177). Его эпитеты продолжают авестийские: rayōmand и xwarrahmand — «блистательный» и «полный хварно».

## Античные авторы
Античным авторам было известно, что Горомаз — персидское божество, согласно Зороастру. Отождествлялся с Зевсом.